# 8070 DeMeo
A 8070 DeMeo (ideiglenes jelöléssel (8070) 1981 EM30) a Naprendszer kisbolygóövében található aszteroida. Schelte J. Bus fedezte fel 1981. március 2-án.